# アハトフ
アハトフ （Akhatov　男性形、 ロシア語: Аха́тов ）または アハトワ（Akhatova　女性形、 ロシア語: Аха́това ）はロシア語の姓である。 この姓を持つ注目すべき人々は、次のとおりである。 
- アルビナ・アハトワ（英語版） （1976年生まれ） - ロシアの選手
- アイダール・アハトフ（英語版） （1957年生まれ） - ロシアのジャーナリスト、科学者、経済学者、生態学者
- ガブドルハイ・アハトフ （1927-1986） - ソ連、ロシアの言語学者